# Rydén
Rydén eller Ryden är ett svenskt efternamn som har burits av bland andra:

## Rydén
- Alex Rydén (1926–2016), militär

- Bengt Rydén (född 1936), ekonom, ekonomijournalist och företagsledare
- Bo Rydén, flera personer
  - Bo Rydén (född 1957)  ingenjör och tvärvetenskaplig forskare
  - Bo Rydén (översättare) (1939–2012)

- Ebbe Rydén (1907–1987), affärsman och politiker
- Einar Rydén (1886–1975), folkskollärare, målare och tecknare
- Eva Rydén (född 1965), operasångerska, dramatisk sopran

- Folke Rydén (född 1958), journalist och filmare
- Gustav Rydén (1889–1981), pressfotograf

- Harald Rydén (1920–2005), reklamman och kompositör
- Henning Rydén (1869–1938), medaljgravör, skulptör och målare
- Hjalmar Rydén (1910–1997), ingenjör, målare och skulptör

- Inger Rydén (född 1944), konstnär, författare och illustratör
- Ivar Rydén (1916–2006), sångare

- Jennie Rydén (född 1973), skådespelare
- Johan Rydén (född 1947), militär
- Josef Rydén (född 1932), lektor, hembygdsforskare, kulturskribent och författare

- Lars Gustaf Rydén (1821–1882), direktör och riksdagsman

- Maria Rydén (född 1961), politiker, moderat
- Mark Ryden (född 1963), amerikansk konstnär
- Mats Rydén (1929–2025), språkvetare

- Niklas Rydén (född 1957), kompositör, pedagog och filmare

- Per Rydén (född 1937), litteraturvetare
- Rasmus Rydén (född 1983), fotbollsspelare
- Rune Rydén (född 1939), politiker
- Russ Ryden (född 1960), musiker, kompositör och textförfattare

- Staffan Rydén (född 1950), operasångare samt opera-, musik- och kulturchef
- Stefan Rüdén (född 1947), sångare
- Stig Rydén, flera personer
  - Stig Rydén (intendent) (1908–1965), museiman
  - Stig Rydén (konstnär) (1910–1992), konstnär
- Susanne Rydén (född 1962), operasångerska, sopran
- Sven Rydén (1925–2018), konstnär och tidningstecknare

- Thord Rydén (1908–1986), kompositör och textförfattare
- Toini Rydén (1934–2003), konstnär
- Tommy Rydén (född 1966), företagare

- Ullacarin Rydén (1926–1974), skådespelare

- Vassula Rydén (född 1942), grekisk profet
- Värner Rydén (1878–1930), folkskollärare och politiker

- Åke Rydén (1901–1983), läkare
- Åke B.V. Rydén (1909–1989), läkare

## Ryden
- Mark Ryden (född 1963), amerikansk konstnär.
- Russ Ryden, svensk musiker, kompositör och textförfattare.